# موتور عبدالنبی (چشمه زیارت)
موتور عبدالنبی یا جوان تل روستایی در دهستان چشمه زیارت بخش مرکزی شهرستان زاهدان استان سیستان و بلوچستان ایران است.

## جمعیت
بر پایه سرشماری عمومی نفوس و مسکن در سال ۱۳۹۵ جمعیت این روستا ۱۱۲ نفر (۲۵خانوار) بوده‌است.